# Edice Kdo je
Kdo je byla ediční řada nakladatelství Orbis, která vycházela od března 1946 do listopadu 1949, kdy byla násilně ukončena 150. svazkem. Důvodem snad bylo, že v ní nebyl zařazen a dokonce ani plánován svazek o Josifu Vissarionoviči Stalinovi. Lze se tak domnívat, protože v těch i o něco pozdějších dobách byla dávána do stoupy encyklopedická díla, pokud se na Stalina zapomnělo.
Jednotlivé díly měly do 40 stran a pokud byl text delší, svazek byl číselně označen jako dvojitý. Řada byla nesmírně oblíbená a i přesto, že vycházela v nákladu 15 000 exemplářů, byly díly rychle vyprodané i během tak krátké doby, co řada existovala, a některé vyšly ve dvou vydáních. Edici vedla Jarmila Kroftová, dcera významného pražského nakladatele Břetislava Kočího. Každý ze svazků je psán velmi stručně a jasně, takže jsou dodnes vyhledávané, nejen jako předmět bibliofilské sbírky. Jedinou ilustrací je portrét osobnosti na obálce. Ve výběru vydaných svazů je vidět od samého začátku, jak nakladatelství zápolilo s ruským vlivem v Československu té doby. Rusům je zde dávána jednoznačně přednost a zpočátku byly o nich voleny raději přímo ruské texty, které byly pouze překládány. Z tehdy současných západních osobností byli plánováni jen Dwight D. Eisenhower, Bernard Law Montgomery a Franklin Delano Roosevelt. Svazek vyšel jen o posledním z nich.

## Vydané svazky
Byly vydány následující svazky:
- 1 Bohdan Bittmann (překlad z moskevské Pravdy): M. I. Kutuzov
- 2 F. M. Bartoš: Kamil Krofta
- 3 Silvestr Hippmann: Fryderyk Chopin
- 4 Lev Zilber: Ilja Mečnikov
- 5 Jan Hajšman: Přemysl Šámal
- 6 A. Adalbert: Louis Pasteur
- 7-8 Josef Šimánek: A. B. Svojsík
- 9 Josef Hostovský: V. G. Bělinskij
- 10 Eduard Maška: Frant. Křižík
- 11 Aleš Černý: N. I. Lobačevskij
- 12 A. Ederer: Jan Perner
- 13 Stanislav Kozel: James Watt
- 14-15 Marie Tarantová: V. J. Tomášek
- 16 Nikolaj Asejev: V. V Majakovskij
- 17 Břetislav Ludvík: Frant. Krumlovský
- 18 V. I. Lebeděv: A. Š. Popov
- 19 Václav Cháb: Karel Havlíček Borovský
- 20 Petr Milovidov: M. Lomonosov
- 21 Eduard Maška: Josef Škalda
- 22 Jakub Šmrha a Bohdan Bittmann: Jiří Washington
- 23 Břetislav Ludvík: Jaroslav Hašek
- 24-25 Jakub Šmrha a Bohdan Bittmann: A. V. Suvorov
- 26 Josef Plavec: Frant. Škroup
- 27 Zdenko Žižka: Vladimír Nazor
- 28 Ladislav Novák: Matěj Kopecký
- 29 J. Milenuškin: I. V. Mičurin
- 30 Josef Teichman: Bohuš Zakopal
- 31 Eduard Maška: F. D. Roosevelt
- 32-33 Bedřich Golombek: R. Těsnohlídek
- 34 Aleš Černý: E. S. Fedorov
- 35 Otakar Šourek: Rudolf Karel
- 36 Jiří Marek: A. S. Puškin
- 37 Jiří Streit: Josef Božek
- 38 Michal Bašmak: N. V. Gogol
- 39 V. H. Matula: B. Brauner
- 40 Eduard Maška: G. B. Shaw
- 41-42 Alexej Kist: Miklucho Maklaj
- 43 Josef Teichman: J. J. Kolár
- 44 Jaromír Matoušek: Abraham Lincoln
- 45 J. M. Květ: Josef Suk
- 46 D. Kopylov: I. P. Pavlov
- 47 Edvard Cenek: T. A. Edison
- 48 Bohuslav Šich: Fr. Ondříček
- 49 Jiří Krejčí: Václav Špála
- 50 Alfred Lubajacký: Sun Jat Sen
- 51 D. Kopylov: F. I. Šaljapin
- 52 Viktor Palivec: Aleš Hrdlička
- 53 Stan Špaček: F. W. Taylor
- 54 Emil Krejčí: A. I. Hercen
- 55 J. M. Květ: Karel Hoffmann
- 56 Jiří Streit: Fr. J. Gerstner
- 57-58 E. Čapek: Jan Amos Komenský
- 59 Ant. Brejník: Pablo Picasso
- 60 F. M. Bartoš: Jaroslav Goll
- 61 B. Vračarevič: Dositej Obradović
- 62 V. Gutwirth: Vojta Náprstek
- 63 Zd. Frankenberger: Th. H. Huxley
- 64 J. M. Květ: Oskar Nedbal
- 65 M. Bašmak: Taras Ševčenko
- 66-67 Josef Teichman: Eduard Vojan
- 68 Rostislav Rajchl: M. R. Štefánik
- 69 K. J. Jirák: W. A. Mozart
- 70-71 Věnceslav Havlíček: Miroslav Tyrš
- 72 Z. Žižka: P. P. Njegoš
- 73 A. Kubíček: Josef Zítek
- 74 Ant. Brejník: Paul Gauguin
- 75 J. M. Květ: Jiří Herold
- 76 Jaromír Matoušek: Tomáš Jefferson
- 77 A. Dostál: J. J. Rousseau
- 78-79 Jiří Marek: Josef Jungmann
- 80 Jiří Paclt: Carl Linné
- 81 E. F. Burian: Emil Burian
- 82-83 Božena Šimáčková: J. S. Mill
- 84 Bohuš Heran: Hanuš Wihan
- 85 Bohumil Balajka: H. Sienkiewicz
- 86 K. B. Jirák: Zdeněk Fibich
- 87 Václav Cháb: Jan Herben
- 88 Emil Krejčí: M. Cervantes
- 89 Julie Šupichová: L. L. Zamenhof
- 90 Věnceslav Havlíček: Jindřich Fügner
- 91 Jaromír Matoušek: Theodore Roosevelt
- 92 Vojta Lev: Josef Slavík
- 93-94 J. Smrha: Thomas Paine
- 95 Gustav Drnec: Antonín Čermák
- 96 E. F. Burian: Karel Burian
- 97 J. Smrha: P. Š. Nachimov
- 98 Ota Fric: Ferdinand Vach
- 99-100 F. M. Bartoš: František Palacký
- 101 Přemysl Pražák: Ch. Masaryková
- 102 Ant. Bouček: Karel Sladkovský
- 103 Vladimír Soják: Bernard Bolzano
- 104 Václav Vinš: Frant. Lad. Rieger
- 105 Bohumila Šretrová: Eliška Krásnohorská
- 106 Jar. Pipichová: Saint-Just
- 107 Karel Vladimír Burian: Giuseppe Verdi
- 108 Věnceslava Havlíčková: Kiril Christov
- 109 Věra Kurzweilová: Antonín Chittussi
- 110 Ivan Hollman: Němirovič-Dančenko
- 111 Hana Žantovská: E. B. Browningová
- 112 Vladimír Preclík: Fr. Jar. Rubeš
- 113 Marie Tarantová: Jan F. Kittl
- 114 Milan Jariš: N. G. Černyševskij
- 115-117 Marie Šmrhová: George Sand
- 117 Fr. Pachner: I. F. Semmelweis
- 118 Josef Hons: F. A. Gerstner
- 119 Frant. Červinka: Charles Fourier
- 120 Joe Hloucha: Hokusai
- 121-122 Pavla Buzková: Hana Kvapilová
- 123 Karel Vladimír Burian: N. A. Rimskij-Korsakov
- 124 Alfred Lubojacký: N. J. Marr
- 125 Edvard Cenek: R. F. Scott
- 126-127 Adolf Chaloupka: Vítězslav Hálek
- 128 Vojtěch Lev: Benedikt Roezl
- 129 Vladimír Müller: F. A. Šubert
- 130 Jiří Krejčí: Josef Mánes
- 131-132 František Červinka: Karel Marx
- 133 František Červinka: Bedřich Engels
- 134 Jan Němeček: Jakub Jan Ryba
- 135 František Červinka: F. N. Babeuf
- 136 V. H. Matula: Madame Curie
- 137 Konst. Jelínek: Anatole France
- 138 K. B. Jirák: Jan Heřman
- 139 A. Pavlová: A. N. Radiščev
- 140 Vojtěch Lev: Ladislav Zápotocký
- 141 František Červinka: Robert Owen
- 142-143 J. M. Květ: Antonín Dvořák
- 144 Vojtěch Houška: L. N. Tolstoj
- 145 J. B. Soukup: Enrico Caruso
- 146-147 Vladimír Müller: V. Kl. Klicpera
- 148 Emil Krejčí: Saint-Simon
- 149 Karel Dobeš: Prokop Chocholoušek
- 150 Vladimír Müller: Ladislav Stroupežnický

## Ohlášené, ale nevydané svazky
Nakladatelství ohlásilo následující svazky v tisku, v různých fázích přípravy a zamýšlené:
- Aleš
- Amerling
- Arbes
- Attlee
- Barák
- Barunin
- Bass
- Bědnyj
- Beethoven
- Benda
- Berlioz
- Björnson
- Blodek
- Boettinger
- Borodin
- Botev
- Burbank
- Ceconi
- Cézanne
- Cicin
- Cooper
- Cripps
- Čajkovskij
- Čechov
- Debussy
- Denis
- Dickens
- Dobroljubov
- Dobrovský
- Eisenhower
- Favorskij
- A. Frič
- J. J. Frič
- Fučík
- Galilei
- Galsworthy
- Gilbreth
- Glinka
- Gočár
- Gorkij
- Gribojedov
- Haydn
- Heine
- Held
- Heřman
- Hlávka
- Holub
- Hora
- Hugo
- Hviezdoslav
- Chmelenský
- Janáček
- Jensen
- Jesenská
- Ježek
- Jirásek
- Kalinin
- Kaprálová
- Kolár
- Koněv
- Košciuzsko
- Kovařovic
- Kramerius
- Krawe
- Krössing
- Kruif
- Křížkovský
- Kubelík
- Lanna
- Lenin
- Lermontov
- Liebknecht
- London
- Luxemburgová
- Makarenko
- Mařák
- Masaryk
- Mendělejev
- Mickiewicz
- Montgomery
- Muka
- Musorgskij
- Myslbek
- Natašin
- Někrasov
- Němcová
- Neruda
- Newton
- Nobel
- Ostrovskij
- Paganini
- Papanin
- Plechanov
- Purkyně
- Rieger
- Riepin
- Roezl
- Rolland
- Semmelweis
- Sinclair
- Sládkovský
- Slavíček
- Smetana
- Stachanov
- Stanislavskij
- Stephenson
- Śtěpkin
- Stromach
- Sverdlov
- Šafařík
- Šaloun
- Ševčík
- Štúr
- Šturma
- Taylor
- Tesla
- Toman
- Tomek
- Trevithick
- Tyl
- Undsetová
- Veresajev
- Verne
- Vráz
- Vrchlický
- Weis
- Wells
- Wilson
- Žukovskij